# Die Muppet Show
Die Muppet Show (englisch The Muppet Show) ist eine zwischen 1976 und 1981 produzierte britisch-amerikanische Puppen-Comedy-Serie mit den Muppets genannten Puppen von Jim Henson und Frank Oz. Die bekanntesten Figuren sind Kermit der Frosch und das Schwein Miss Piggy. Die Sendung wurde in mehr als 100 Ländern ausgestrahlt. In Deutschland lief die Serie von 1977 bis 1982 im ZDF.

## Beschreibung
Die Muppet Show ist ein Varieté mit verschiedenen Unterhaltungsdarbietungen von Puppen mit jeweils einem prominenten (menschlichen) Gaststar pro Folge. Der Name Muppets ist ein Kunstwort und hat keine besondere Bedeutung. Jim Henson gab längere Zeit an, es setze sich aus Marionette und Puppets zusammen, relativierte diese Aussage jedoch später.
Die Show wird von Kermit, dem Frosch, vor einem sehr bunten Puppen-Publikum präsentiert. Kermit hat dabei alle Mühe, das Chaos auf, vor und hinter der Bühne im Rahmen zu halten.
Zwischen 1976 und 1981 wurden insgesamt 120 Folgen in 5 Staffeln der klassischen Muppet Show produziert. Außerdem entstanden bisher acht abendfüllende Spielfilme und diverse Fernseh-Specials.

## Geschichte
Henson entwickelte die ersten Puppen bereits während seiner Studienzeit. Seine erste Serie Sam and Friends spielte in Fünf-Minuten-Folgen im Nachtprogramm eines Lokalsenders. Der Erfolg der Sendung führte dazu, dass Henson weitere Puppen entwickelte und diese in oft überdreht-anarchischen Werbespots auftraten.
Der erste Muppet, der später in der Muppet-Show auftreten sollte, war Rolf, der Hund (im Original Rowlf). Er hatte bereits 1963 einen Auftritt in einem Werbespot für Hundefutter. Rolf kam beim Publikum gut an und erhielt regelmäßige Auftritte in der Jimmy Dean Show. Neben den Werbespots drehte Henson im Laufe der Zeit verschiedene Märchenfilme mit Puppen. Weitere Puppen wurden 1969 mit der Kinderserie Sesamstraße berühmt. Für Henson war der Erfolg der Sesamstraße ein zweischneidiges Schwert, da viele Fernsehproduzenten das Potenzial der Puppen einzig und allein in der Kinderunterhaltung sahen.
Während es Henson nicht gelang, in den USA einen Produzenten für eine Puppen-Show für Erwachsene zu finden, gestaltete sich dies im Vereinigten Königreich anders. Lew Grade beauftragte Henson, für den Sender ITV eine Puppenshow für Erwachsene zu produzieren. 1975 unterschrieb Henson dort einen Vertrag über die Produktion von 24 Episoden der Muppet Show. Da alle Folgen in London produziert werden sollten, zog Henson mit sämtlichen Puppen und seinem Material dorthin. Mit der Muppet Show bewies Henson, dass man mit Puppenspiel auch Erwachsene ansprechen kann. Die erste gedrehte Folge war The Muppet Show: Sex and Violence, die aber erst einige Jahre später ausgestrahlt wurde.

## Produktion

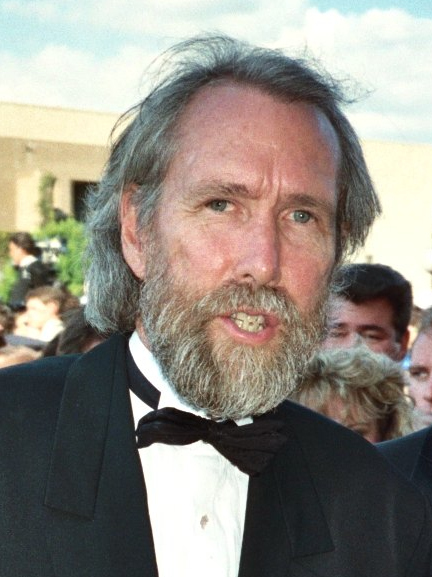
Jim Henson, Erfinder der Muppets (1989)

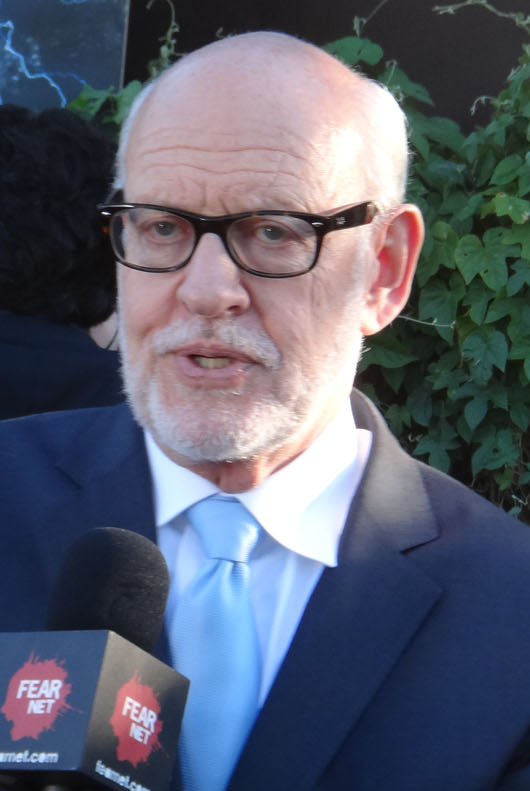
Puppenspieler Frank Oz 2012

Das Grunddesign der Puppen entwickelte Jim Henson bereits in seiner Studienzeit für andere Formate. Das spezielle Design der Puppen der Muppet-Show wurde maßgeblich vom Puppenbauer Don Sahlin geprägt, der seit 1961 mit Henson zusammenarbeitete. Die meisten frühen Puppen der Show fertigte Sahlin nach Skizzen von Henson an. Dabei arbeitete Sahlin vor allem mit der Methode, viel von Hensons Zeichnungen wegzulassen und sich auf das Wesentliche zu konzentrieren. Mit der Zeit kamen noch andere Designer und Puppenbauer wie Bonnie Erickson und Michael Frith hinzu, die spätere Puppen entwarfen und bauten.
Wichtigste Anforderung an die Puppen war, dass diese leicht und beweglich sein mussten. Auch wenn es alle Arten von Puppen gab, bestanden die meisten aus einer Grundform aus Schaumstoff, der mit Webpelz, Fell, Federn oder anderen Materialien überzogen oder beklebt und eingefärbt ist. Teilweise sind die Puppen mit Elektrik versehen, die es erlaubt, per Fernsteuerung einzelne Teile wie zum Beispiel die Augen bewegen zu können.
Die meisten Puppen, wie etwa Kermit und Miss Piggy, werden von einem Spieler mit der Hand und einem Stock gespielt. Dabei steckt seine rechte Hand im Kopf der Puppe, bewegt diesen und den Mund, während er mit der linken Hand Stöckchen betätigt, die an den Händen der Puppe angebracht sind. Sogenannte Puppen mit lebenden Händen wie Rowlf oder Fozzie Bär werden von zwei Spielern gespielt. Der Hauptspieler bewegt mit seiner rechten Hand den Kopf und Mund der Puppe, während die linke Hand in der linken Hand der Puppe steckt. Die rechte Hand der Puppe wird von der rechten Hand eines zweiten Puppenspielers gespielt. Größere Puppen, die nur Nebenrollen darstellen, waren entweder Personen im Kostüm oder aber große Puppen, die nur durch Stöcke an Gurten der Puppenspieler gespielt wurden. Die Puppenspieler selbst sind dazu schwarz gekleidet und geschminkt und treten vor einem schwarzen Hintergrund auf.
Die Spieler hielten die Puppen normalerweise direkt über dem Kopf. Eine Kamera und alle notwendigen Requisiten waren in etwa 2,50 Meter Höhe angebracht, um direkt auf Augenhöhe mit den Puppen zu sein. Die Puppenspieler selbst schauten dabei weder auf die Puppen noch auf ihre Mitspieler, sondern auf Bildschirme, die überall im Studio verteilt waren und direkt das Geschehen – wie es von der Kamera gesehen wurde – einfingen. Die Produktion einer Folge dauerte im Normalfall drei Tage. Dabei konnten einzelne aufwendige Szenen schon alleine einen Tag in der Aufnahme dauern.
Für die Synchronisation war der deutsche Dialogregisseur Eberhard Storeck verantwortlich. In der deutschen Synchronisation wurden selten Sprecher mehrfach eingesetzt. Dies steht im Gegensatz zum englischsprachigen Original, bei dem wenige Puppenspieler ihre Puppen i. d. R. selbst sprachen. So sprach Jim Henson beispielsweise Kermit den Frosch (im Deutschen Horst Gentzen), Rowlf den Hund (Michael Rüth), den Logenopa Waldorf (Walter Reichelt), den dänischen (im Original schwedischen) Koch (Eberhard Storeck selbst), den Schweine-im-Weltall-Captain Link Ringelschwanz (Harald Baerow) und den Nachrichtensprecher (Franz Rudnick). Eine Identifikation des Puppenspielers anhand der Stimme war damit in der Synchronfassung nicht mehr möglich.

## Die bekanntesten Muppets

### Kermit, der Frosch

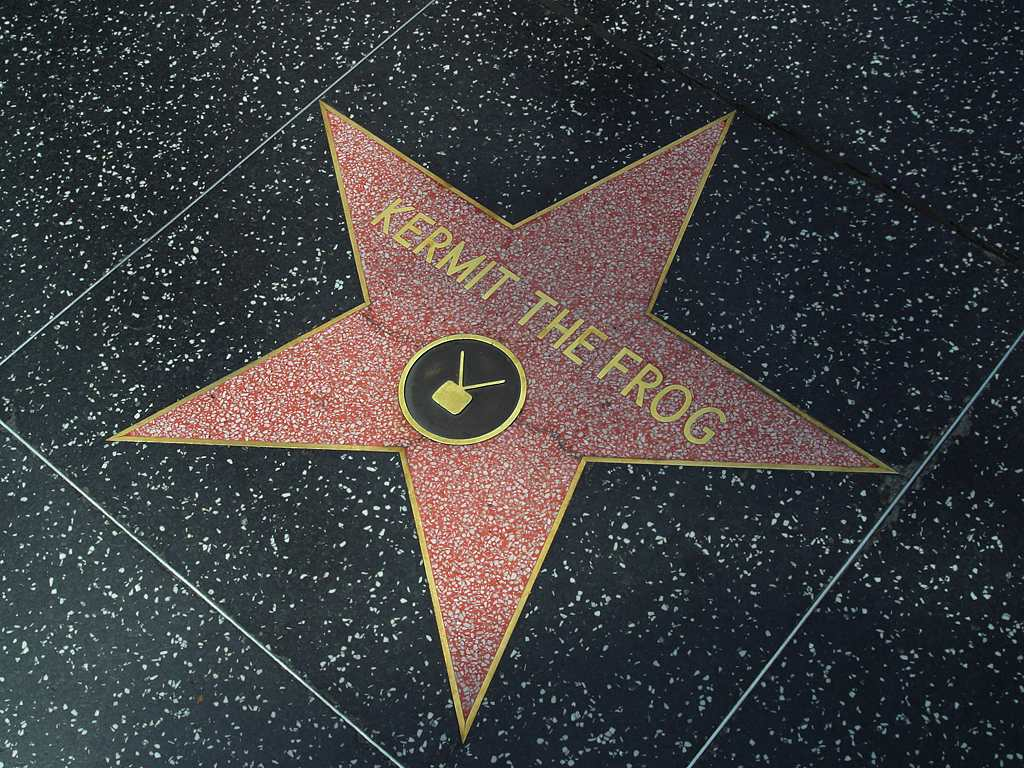
Kermits Stern auf dem Walk of Fame in Hollywood

Kermit, der Frosch ist der Produzent und Conférencier der Muppet Show. Seine schwierige Aufgabe besteht darin, alle bei Laune zu halten und den Ablauf der Show zu koordinieren. Zu Beginn jeder Show sieht man den Schriftzug „Muppet Show“. Dann öffnet sich eine Klappe im Buchstaben „O“ und Kermit erscheint, um den Stargast anzukündigen. Noch während er spricht, fährt der Schriftzug nach oben, die Titelmusik beginnt und Kermit muss zusehen, dass er nicht aus dem „O“ heraus auf die Bühne hinunterfällt.
Kermit muss sich um Miss Piggy kümmern, die ihm dauernd nachstellt, deren Liebe er aber kaum erwidert. Er muss Fozzie aufheitern, wenn mal wieder ein Witz danebengegangen ist, die Stargäste betreuen und dann auch noch den nächsten Auftritt ansagen. Sein Markenzeichen in der deutschen Übersetzung ist der (im Original nicht vorkommende) Ruf „Applaus, Applaus, Applaaaaus!“, mit dem er jede Ansage beendet. Ein weiteres bekanntes Zitat ist: „Ein Frosch ohne Humor ist nur ein kleiner grüner Haufen!“
Kermit ist die einzige Figur, die sowohl in der Sesamstraße als auch in der Muppet Show regelmäßig auftritt. Sie wurde bereits am 14. Oktober 1955 als erste Puppe von Jim Henson für die fünfminütige Fernsehserie Sam and Friends entwickelt.
Kermit wurde von Jim Henson gespielt und später in der amerikanischen Originalfassung der Sesame Street auch von ihm gesprochen. Nach seinem Tod wurde Kermit 27 Jahre lang von Steve Whitmire gespielt und in der originalen englischen Fassung auch gesprochen. Im Juli 2017 wurde Whitmire gegen seinen Willen durch Matt Vogel ersetzt, der seitdem Kermit spielt. In der deutschen Fassung der Sesamstraße wurde Kermit von Andreas von der Meden bis zu dessen Tod 2017 synchronisiert, in der Muppet Show hingegen von Horst Gentzen. Nach dessen Tod im Jahre 1985 übernahm von der Meden auch sämtliche Synchronparts für Kermit in den Muppet-Filmen, bis zum 2011 erschienenen Film Die Muppets.
Die ursprüngliche Puppe von Kermit wurde unter anderem aus einem grünen Übergangsmantel gefertigt, der Jim Hensons Mutter gehört hatte. Quer über Kermits Nase verläuft eine fast unsichtbare Naht. Kermit hat seit dem Jahr 2002 einen Stern auf dem Hollywood Walk of Fame.
Im August 2015 wurde die Trennung der langjährigen Beziehung von Kermit und Miss Piggy öffentlich. „Nach vorsichtigen Überlegungen, überlegten Betrachtungen und beträchtlichen Zankereien haben wir die schwierige Entscheidung getroffen, unsere romantische Beziehung zu beenden.“ Beruflich werde man weiterhin zusammenarbeiten, privat jedoch getrennte Wege gehen, verlautete es von den beiden Muppets. Diese Trennung nach über vierzig Jahren löste ein breites und internationales Echo in den Medien und auf sozialen Plattformen aus.
Der Name Kermit ist schottischen Ursprungs (Mac Dhiarmaid) und bedeutet „Sohn Dermots“, Diarmad bzw. Dermot bedeutet „freier Mann“. Kermit der Frosch gilt als Symbol und Maskottchen der Jim Henson Company. Nach ihm wurde auch ein Computerprogramm benannt. Marina and the Diamonds sangen 2010 den Song Hermit the Frog als Anspielung auf Kermit.

### Miss Piggy
Miss Piggy ist eine glamouröse und kapriziöse Schweine-Diva, Schauspielerin und Sängerin mit Rubensfigur. Sie wäre gerne mit Kermit liiert, betrachtet ihn oft als ihr Eigentum und lässt ihren Frust häufig mit kraftvollen Schlägen an ihm aus. Neben ihren Gesangsdarbietungen ist sie auch in den wiederkehrenden Sketchen „In der Tierklinik“ sowie „Schweine im Weltall“ zu sehen. Ursprünglich war Miss Piggy lediglich eine Nebenfigur. Bereits in der ersten Staffel wurde jedoch ein so großes Potenzial in ihr erkannt, dass ihre Figur zu einer der wichtigsten Rollen ausgebaut wurde. Dies ist auch sehr gut an der Puppe selbst zu sehen: War diese zu Beginn der Serie noch eher unscheinbar, wurde sie bereits in der zweiten Staffel deutlich glamouröser mit markanteren Gesichtszügen und einer deutlich üppigeren Garderobe.
Im August 2015 wurde die Auflösung der langjährigen Beziehung zu Kermit dem Frosch bekannt, siehe vorigen Abschnitt zu Kermit dem Frosch.
Frank Oz spielte und sprach die Puppe bis 2001, seitdem ist Erik Jacobson der Puppenspieler hinter der Puppe. In der deutschen Version gab die Schauspielerin Marianne Wischmann dieser Puppenfigur ihre Stimme. Das änderte sich erst 1993 mit dem Film Die Muppets-Weihnachtsgeschichte, als größerer Wert auf die Ähnlichkeit mit der Originalstimme gelegt wurde. Seitdem wurde Miss Piggy von Berno von Cramm und seit 2011 von Christian Gaul gesprochen.

### Fozzie Bär
Ein orange-brauner, zotteliger Bär mit Porkpie-Hut und rosa gepunktetem Halstuch, der sich als Komiker versucht. Aber niemand findet seine Witze lustig und so wird er nach seinen Auftritten meistens von Minderwertigkeitskomplexen heimgesucht. Regelmäßig gibt es spöttische Zwischenrufe aus dem Publikum, besonders von Waldorf und Statler. Kermit redet ihm jeweils gut zu und baut ihn wieder auf.
Die Konstruktion, mit der es Fozzie möglich ist, mit den Ohren zu wackeln, hat der Puppenhersteller Faz Fazakas entworfen. Häufig wird daher angenommen, dass sich der Name Fozzie auf ihn beziehe. Die tatsächliche Herkunft des Namens ist jedoch ungesichert.
Anfangs wurde Fozzie vom Puppenspieler Frank Oz gespielt und gesprochen, in den letzten Jahren ist er von Eric Jacobson dargestellt worden und auch von Todd Coyle gespielt worden. Seine deutsche Stimme ist Bruno W. Pantel, nach dessen Tod übernahm erst Walter von Hauff, dann dauerhaft Tom Deininger.

### Gonzo

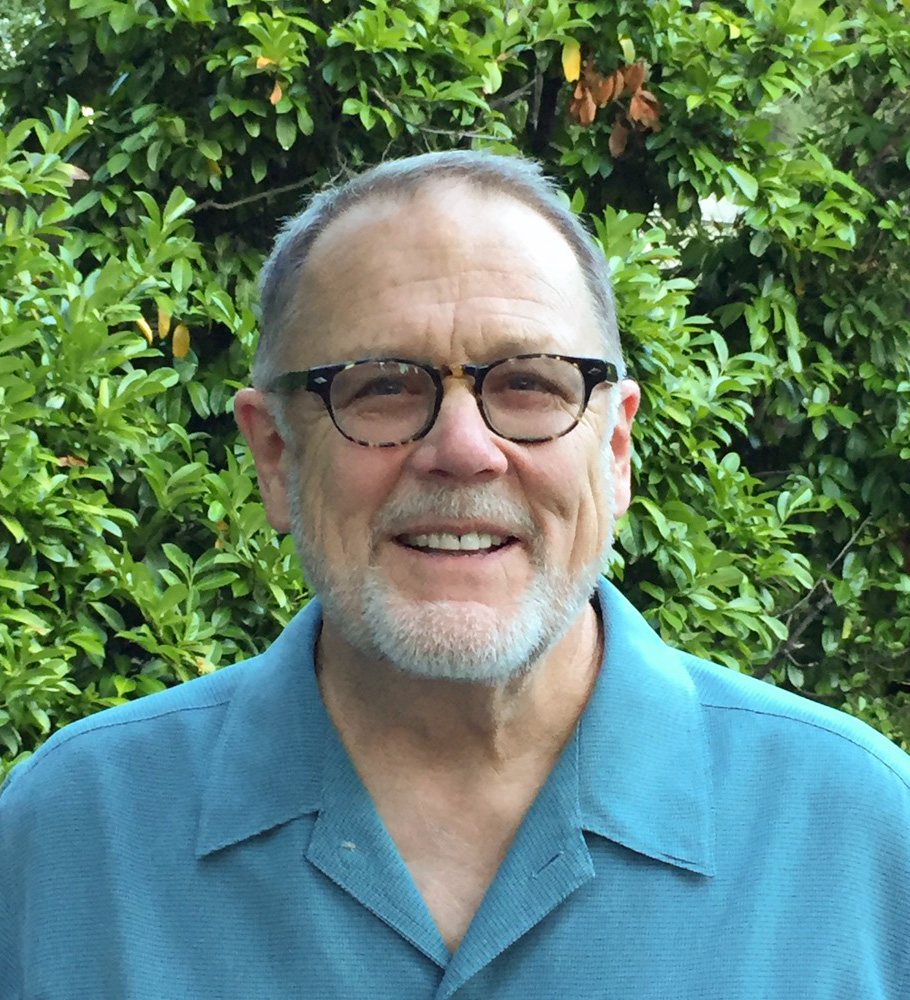
Puppenspieler Dave Goelz

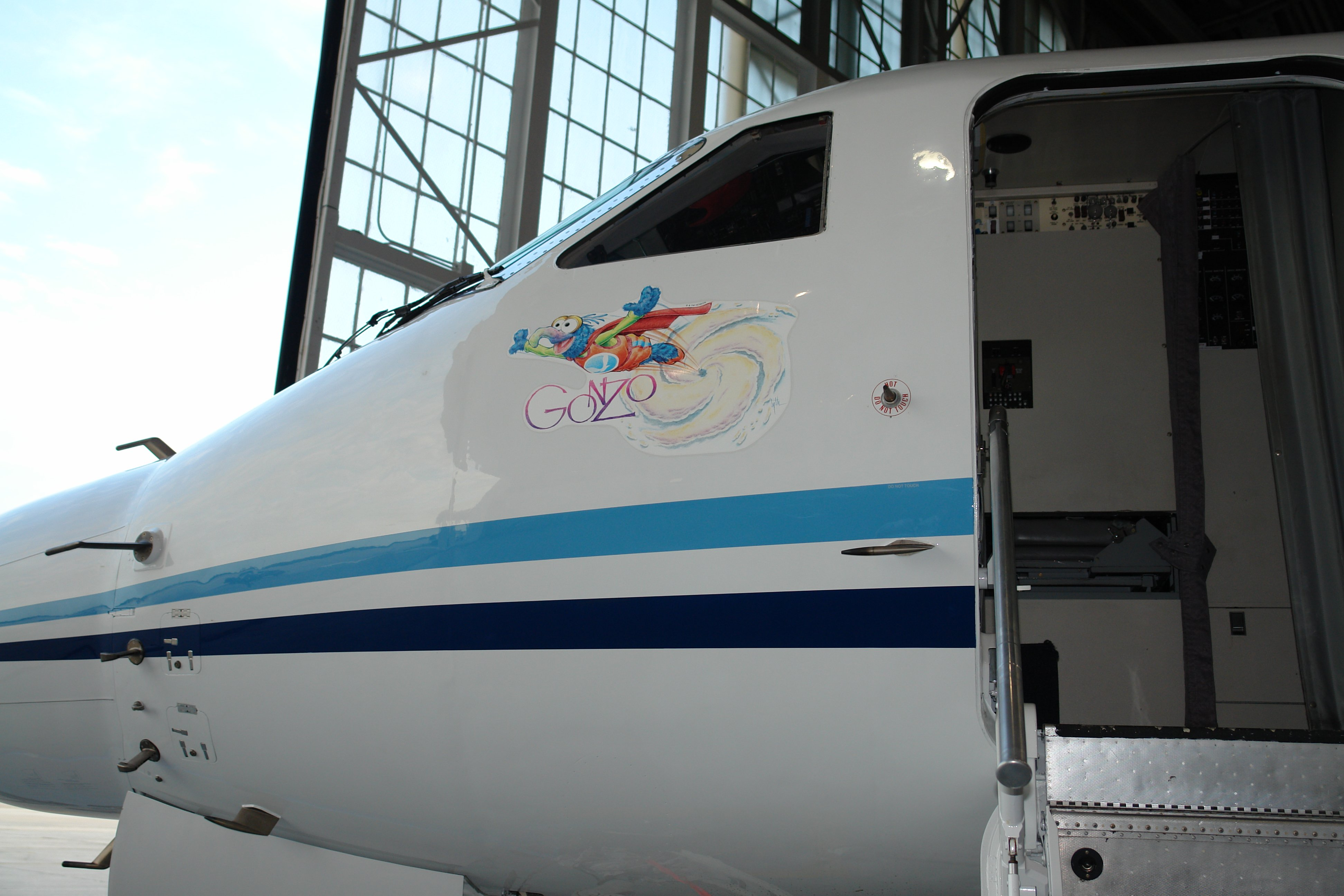
Bild von Gonzo auf einem Flugzeug

Gonzo der Große (im Original Gonzo The Great) ist Stuntman. Allerdings geht bei seinen waghalsigen Stunts immer etwas schief. Gonzo wurde entwickelt und gespielt von Dave Goelz, seine deutsche Stimme in der Muppet-Show steuerte Werner Abrolat bei. In den Filmen übernimmt seinen Part Gudo Hoegel.
Der „Blaumann“ mit der langen Nase versucht, um jeden Preis Aufmerksamkeit zu erringen. Gonzo spielt auch die Trompete bei der Eröffnungsmusik. Bei den ersten drei Staffeln fährt der Schriftzug „MUPPET SHOW“ am Ende des Intros ein zweites Mal von oben ins Bild herein. In der ersten Staffel will Gonzo den Buchstaben „O“ als Pauke benutzen, was eigentlich jedes Mal schiefgeht. Ab der zweiten Staffel sitzt Gonzo im Buchstaben „O“, und während der Chor in der Eröffnungsmusik das letzte Wort „Shoooooow“ singt, bläst Gonzo in die Trompete, wobei er es (fast) jedes Mal nicht schafft, ihr einen normalen Ton zu entlocken. Mal explodiert sie, mal wird ein Luftballon im Trichter aufgeblasen, mal regnet es Konfetti usw. Ein einziges Mal während der ganzen Folgen – mit Gaststar John Cleese – gelingt es Gonzo, der Trompete einen klaren Ton zu entlocken.
Im Spielfilm Muppets aus dem All (Muppets from Space, 1999) wird Gonzos Herkunft geklärt. Nicht zu wissen, zu welcher Spezies er gehört und keine „Artgenossen“ zu finden, belastete Gonzo im Verlauf der diversen Spielfilme und Muppet-Show-Folgen immer wieder sehr. Nachdem Gonzo im Traum der Zugang zur Arche Noah versagt wird, da er nicht sagen kann, „was“ er eigentlich ist und angibt, er sei ein „Einzelstück“, empfängt er morgens über sein Frühstücksmüsli eine Nachricht. Am Ende stellt sich heraus, dass Gonzo ein Außerirdischer ist, der Jahre zuvor auf der Erde zurückgelassen werden musste. Als es so weit ist, dass ihn seine Verwandten wieder mit ins All nehmen wollen, stellt er jedoch fest, dass er seine liebgewonnenen Freunde nicht verlassen möchte, und bleibt freiwillig auf der Erde.
In den 1980er Jahren stand das Wort „Gonzo“ synonym für eine lange Nase oder ein Missgeschick. Im US-amerikanischen wird damit ein Exzentriker bezeichnet.

### Rowlf
Rowlf  ist ein Hund, der Klavier spielt und dazu singt. Wenn er etwas sagt, sind es meistens bissige Kommentare. Bekannt waren auch Rowlfs Unterhaltungen mit einer sprechenden Beethoven-Büste auf seinem Konzertflügel. Rowlf wurde von Jim Henson gespielt, deutscher Sprecher war Michael Rüth. Da Rowlf von Henson gesprochen wurde, beschloss man aus Respekt vor Henson, dass nach dessen Tod im Jahr 1990 Rowlf in künftigen Produktionen stumm bleiben würde. Dies wurde nur bis 1996 beibehalten, seither wird Rowlf von anderen Puppenspielern gesprochen.
Rowlf ist die älteste Figur der Muppet-Show, die bereits in den frühen 1960ern für Werbefilme für Hundefutter erfunden wurde. Gefertigt wurde die Puppe ursprünglich aus synthetischem Plüsch-Pelz, Schaumstoff und Plastik.

### Scooter
Ein zappeliger Typ mit gelb-orangefarbenem Kopf, Brille und glänzend grüner Jacke. Kermit hat ihn etwas widerwillig als „Mädchen für alles“ angestellt, weil seinem Onkel das Theater gehört. Daran erinnert Scooter Kermit immer dann, wenn es zwischen beiden zu Meinungsverschiedenheiten kommt. Kermit verzieht dann meist den Mund und gibt nach. Es ist Scooter, mit dem – noch vor Beginn der Titelmelodie und Kermits Ansage – jede Folge der zweiten, dritten und vierten Staffel beginnt. Scooter begibt sich in die Garderobe des jeweiligen Gaststars, um zu verkünden, es seien noch soundso viel Sekunden bis zum Auftritt. Meistens macht der Gaststar dabei einen kleinen Witz (oft auf Scooters Kosten), irgendetwas geht zu Bruch, etwas fängt an zu brennen, Hühner flattern durch die Garderobe usw. Puppenspieler Scooters war Richard Hunt, in der deutschen Fassung sprach Christina Hoeltel den Part, die Gesangseinlagen übernahm jedoch meistens Eberhard Storeck.
Scooter ist die einzige Figur der Muppet Show, die fast durchgehend ihre deutsche Originalstimme behielt. Lediglich im Film Das größte Muppet Spektakel aller Zeiten synchronisierte ihn nicht Christina Hoeltel. Scooters erster Auftritt in der ersten Staffel war die zweite Folge mit dem Gaststar Jim Nabors, die in Deutschland als sechste ausgestrahlt wurde, so dass er auch schon in zuvor ausgestrahlten Folgen zu sehen war.

### Rizzo die Ratte

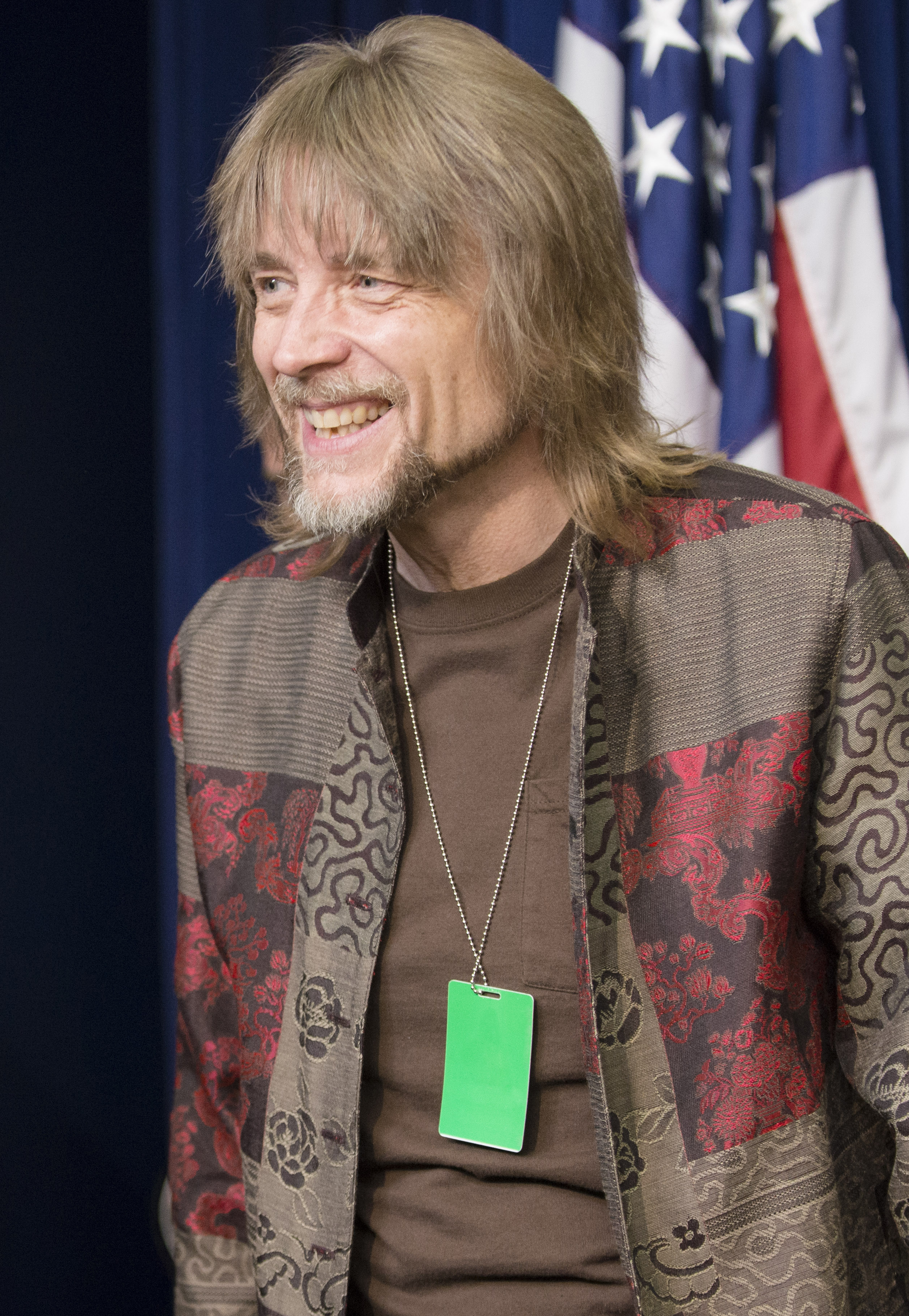
Steve Whitmire, 2014

Rizzo ist eine Ratte aus Brooklyn, New York City, die meistens in Teenager-Klamotten (zum Beispiel College-Jacke) gekleidet ist. Gespielt (beziehungsweise geführt) wurde sie von Steve Whitmire. Seit „Die Muppets-Weihnachtsgeschichte“ sieht man ihn häufig zusammen mit Gonzo.

### Tier
Tier (im Original Animal) ist der wahnsinnige, zottelhaarige Schlagzeuger der Band The Electric Mayhem, der an das Schlagzeug angekettet ist. Diese Puppe ist äußerst zappelig, äußert sich vorwiegend durch gutturale Grunzlaute und kommuniziert großteils über ihr Schlagzeug. Zu dieser Figur wurde Henson durch Keith Moon, den Drummer von The Who, inspiriert. Der 2002 verstorbene Schlagzeuger Ronnie Verrell war der Musiker, der dem Tier seine Fähigkeiten lieh, unter anderem auch in dem legendären Drum-Battle mit Buddy Rich. Gespielt wurde Tier von Frank Oz. Tier wurde von Harald Baerow synchronisiert, später von Hartmut Neugebauer.

### Prof. Dr. Honigtau Bunsenbrenner
Prof. Dr. Honigtau Bunsenbrenner (im Original Dr. Bunsen Honeydew) ist der leitende Wissenschaftler im Muppetlabor. Sein Name bezieht sich auf den in Chemielaboren anzutreffenden Gasbrenner des Typs Bunsenbrenner sowie seinen Erfinder Robert Wilhelm Bunsen. Prof. Dr. Honigtau Bunsenbrenner  erfindet seltsame Gerätschaften, die meistens auch tatsächlich funktionieren – oft aber nur kurzzeitig und dann auch häufig zum Schaden seines Assistenten Beaker (engl. für Becherglas), der sie testen muss. Ein typischer Ausspruch des Professors lautet: „Und wer anderes als unser werter Assistent Beaker würde sich freiwillig bereit erklären, dieses … für uns auszuprobieren.“ Die Puppe des Dr. Bunsenbrenner hat keine Augen, diese werden lediglich durch eine Brille angedeutet. Dr. Bunsenbrenner wurde von Dave Goelz gespielt, seine deutsche Stimme stammt von Kurt Zips. Seit dessen Tod leiht Mogens von Gadow der Figur seine Stimme.

### Beaker
Beaker ist der glücklose Assistent von Prof. Dr. Honigtau Bunsenbrenner, der ihm seit der zweiten Staffel zur Seite steht. Prof. Dr. Honigtau Bunsenbrenner erklärt den Zuschauern, was Beaker testen wird, und dessen typische Reaktion sind verdrehte, hilfesuchende Augen und sein hysterisches „Mi, Mi, Mi“. Dieses ist, mit einer einzigen Ausnahme im Film Muppet Movie („Mi, Mi, Mu, Mu, Mi, Mi“), das Einzige, was er je von sich gegeben hat. Er ist schüchtern und schafft es letztendlich nicht, Dr. Bunsenbrenner die Stirn zu bieten, weshalb er bei den Experimenten oft verletzt wird. Beaker hat orangefarbene Haare. Die Figur wurde von Eberhard Storeck synchronisiert.

### Sam, der amerikanische Adler
Der Moralapostel mit Hang zur Zensur ist ein Seitenhieb auf den konservativen Patriotismus in den USA. Das US-Wappentier ist ein Weißkopfseeadler, der alles überblickende Staat wird häufig auch „Uncle Sam“ genannt. Sam hält meistens ausufernde Reden über Moral und Sittenverfall, nur um entweder unsanft unterbrochen zu werden oder sich am Ende selbst zu widersprechen. In der ersten Staffel ist es stets Sam, der „mit vor Stolz geschwellter Brust“ das Gesangsduo Wayne & Wanda ansagt, welches er für den einzig kulturell wertvollen Beitrag in dem ansonsten fragwürdigen Programm der Show hält. Seine würdevoll-wichtigtuerische Stimme steuerte Wolf Ackva bei, Originalspieler und -sprecher war Frank Oz. Auch Sams Aussehen beruht auf einem Wortspiel: Der Weißkopfseeadler heißt auf Englisch „Bald Eagle“, also „Glatzköpfiger Adler“ – was Sams Frisur hinreichend beschreibt.

### Der dänische Koch
Die Kochsendung des dänischen Kochs (im Original Swedish Chef) ist fester Bestandteil der Muppet Show. Er wurde als Parodie auf die immer populärer werdenden Fernsehköche in den 1970er Jahren geschaffen; als mögliche Vorlage werden verschiedene Köche genannt, unter anderem Friedman Paul Erhardt. Er trägt stets eine weiße Kochmütze sowie einen braunen Schnauzbart. Seine Augenbrauen sind so dicht und struppig, dass man seine Augen nicht sehen kann.
Außerdem ist der Koch eine der wenigen Puppen, deren Hände direkt gespielt werden. Er benötigte daher zwei Spieler, Jim Henson für die eigentliche Puppe und Frank Oz für die Hände. Der Puppenspieler schlüpfte dabei in das Gewand und steckte seine Hände durch die Ärmel der Kochschürze. Nur so war es möglich, wild gestikulierend und werkelnd in der Küche Zutaten herumzuwerfen, was zu einem seiner Markenzeichen wurde. Ein weiteres Markenzeichen ist seine unverständliche, wirre Kauderwelsch-Sprache „Børk“ mit dem übertriebenen skandinavischen Akzent und dazwischen gestreuten „verskandinavierten“ englischen Worten (Beispiel: „Hüm des güln de hob de gorang de schokolad müüs“ aus der Folge, in der Mousse au Chocolat gemacht wird). Im Gegensatz zum Original sprach der Koch in der deutschen Fassung mit weitgehend zusammenhängenden deutschen (oder sehr deutsch-ähnlichen) Sätzen.
Der berühmteste Satz in der deutschen Ausgabe der Muppet Show ist das Lied „Smørrebrød, Smørrebrød røm, pøm, pøm, pøm“, mit dem er meistens das Publikum begrüßt. Es stammte vom Synchronautor Eberhard Storeck, der dem Koch auch seine Stimme lieh. In neueren Verfilmungen übernehmen Engelbert von Nordhausen und Hartmut Neugebauer diesen Teil. Dargestellt und im Original gesprochen wurde der Koch von Jim Henson. Der Koch kommt auf ungewöhnliche Ideen und interpretiert bekannte Gerichte seltsam. Beispielsweise bestand sein Rezept für Mousse au Chocolat daraus, geschmolzene Schokolade auf einem Elch zu verteilen („moose“ bedeutet im Englischen „Elch“). Storeck versuchte das Wortspiel in die deutsche Version hinüberzuretten, indem er das französische „mousse“ mit dem deutschen „Mus“ und eben dem englischen „moose“ mit Hinweis auf ein altes englisches Rezept verband.

### Dr. Goldzahn
Dr. Goldzahn (im Original Dr. Teeth) ist der Bandleader von The Electric Mayhem. Er spielt Elektro-Orgel und hält die Show mit Gesangsnummern auf Trab. Er trägt meistens verrückte Outfits mit viel Glitzer und einen großen rosa Hut. Inspiriert wurde diese Figur durch den amerikanischen Pianisten und Sänger Mac Rebennack, besser bekannt als Dr. John. Gespielt und im Original gesprochen wurde Dr. Teeth von Jim Henson. Auf Deutsch gesprochen wurde er von Heini Göbel. Seine Singstimme übernahm Manfred Lichtenfeld.

### Floyd Pepper
Floyd ist der Hippie-Bassist The Electric Mayhem. Er trägt einen Pferdeschwanz, einen langen roten Schnurrbart, eine grüne Soldatenmütze und eine rote Fantasieuniformjacke, die den Jacken nachempfunden ist, die die Beatles auf dem Albumcover von Sgt. Pepper’s Lonely Hearts Club Band tragen. Angeblich ist diese Puppe das Abbild von Jim Henson selbst. Seine pinke Hautfarbe geht auf einen Insider-Scherz zurück; er ist ein „Pink Floyd“. Floyd ist einer der wenigen Muppets, die einen gewissen Einfluss auf Tier (s. weiter oben) haben. So wird in einigen Folgen erwähnt, dass dieser sein Haustier ist, und Tier wird auch von Floyd an der Leine geführt. Floyd wurde im Original von Jerry Nelson gespielt und gesprochen, in der deutschen Synchronisation sprach Paul Lasner.

### Janice
Janice ist die blonde Solo-Gitarristin in der Muppet-Band The Electric Mayhem und mit Floyd Pepper liiert. Sie tritt auch regelmäßig in den Tierklinik-Segmenten als Krankenschwester auf. Janice kann als „Blumenkind“ beschrieben werden.

### Zoot

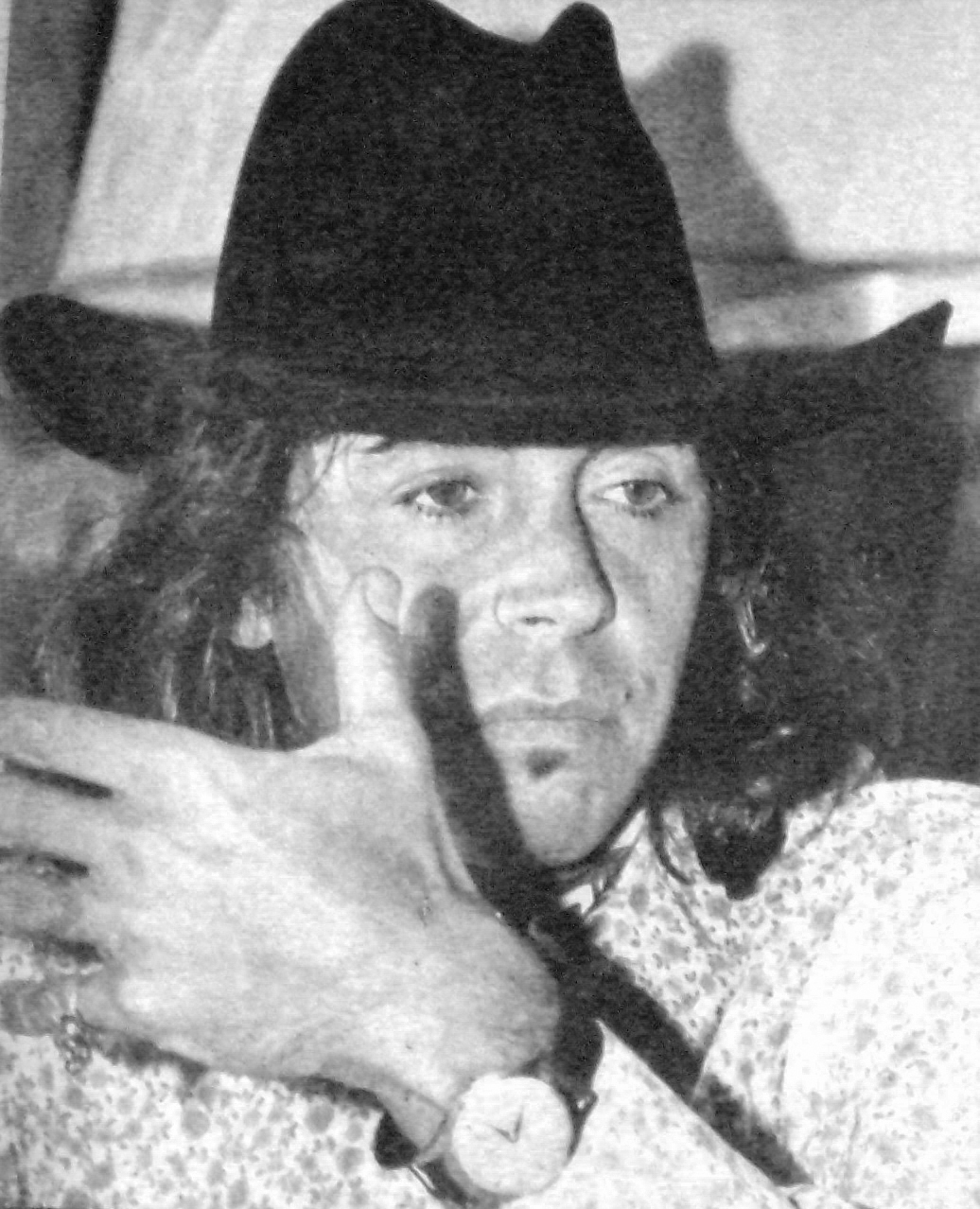
Gato Barbieri, Inspiration für die Puppe von Zoot

Zoot spielt Tenor-Saxophon. Er vermutet, dass das Publikum zu wenig von Musik versteht, um sein Talent zu schätzen. Vorbild für den Namen ist der Jazzsaxophonist Zoot Sims, für die Gestaltung der Puppe diente der Musiker Gato Barbieri als Vorbild. Auch Zoot wurde im Deutschen von Harald Baerow gesprochen. Gespielt und im Original gesprochen wurde er von Dave Goelz.

### Waldorf und Statler

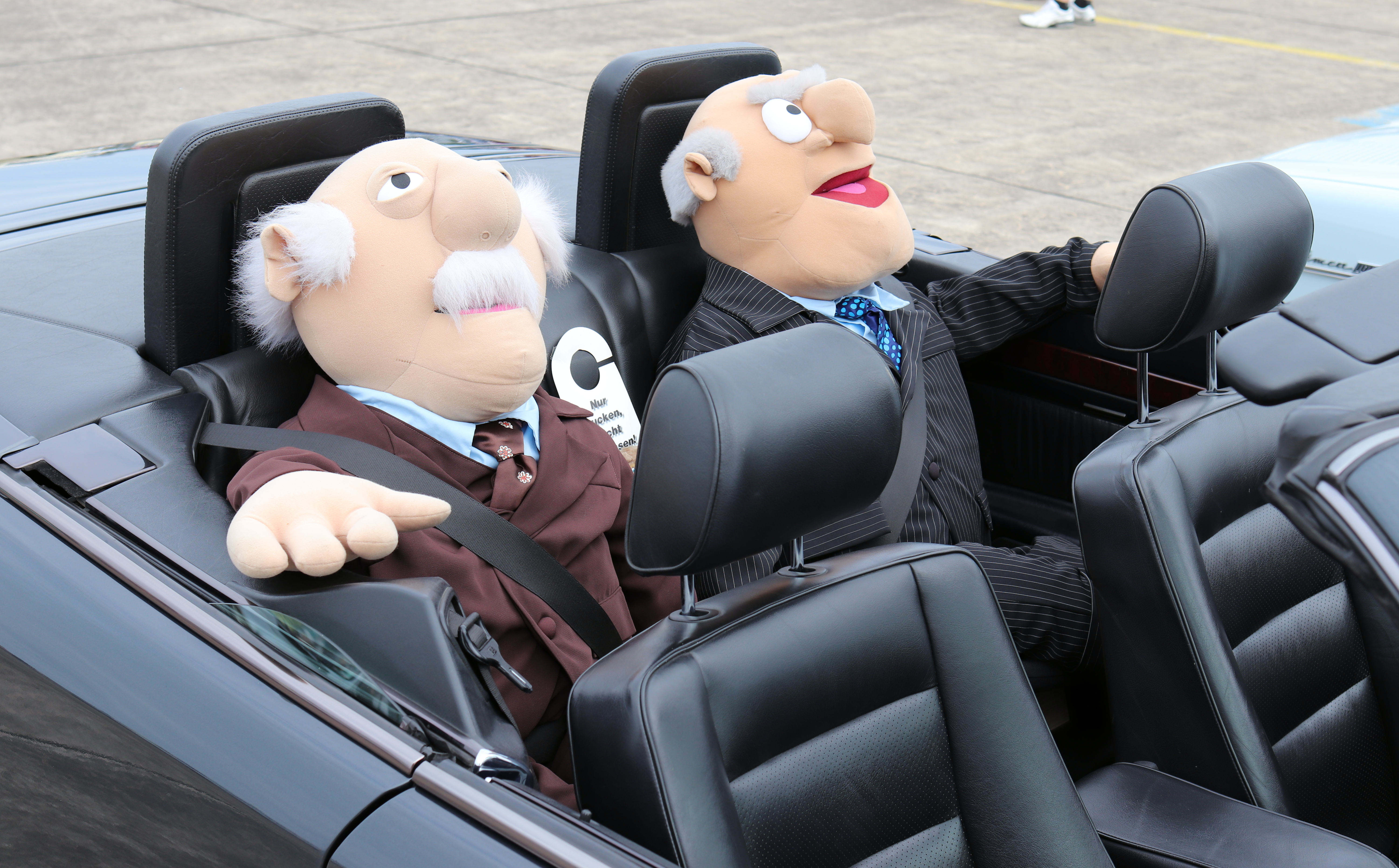
Waldorf- und Statler-Puppen in einem Cabrio sitzend

Die beiden älteren Herren beobachten das Geschehen von ihrer Loge aus und kommentieren alles und jeden mit sarkastischen Äußerungen, da ihnen kein Auftritt gefällt. Obwohl sie sich benehmen, als wäre die Muppet Show das Allerletzte, sind sie Stammgäste und haben (mit Ausnahme der Show mit Danny Kaye als Gaststar) keine Show verpasst. Dank ihrer Sprüche – vor allem ihrer Schlussworte nach dem Abspann – wurden sie zu den heimlichen Stars der Show, obwohl sie ihre Loge nur selten für kurze Bühnenmomente verließen. Benannt wurden die beiden Herren nach den New Yorker Hotels Statler und Waldorf Astoria – Waldorfs gelegentlich erwähnte Frau heißt folgerichtig Astoria und war in der Folge mit Dizzy Gillespie an Stelle von Statler in der Loge. Statler (der grauhaarige) und Waldorf (der weißhaarige mit Schnäuzer) haben auch Vornamen. Sie werden in der Show allerdings nie gebraucht. In einem Weihnachtsspecial nennen sie sich „Herbert“ (Statler) und „Charles“ (Waldorf).
Waldorf, im Original von Jim Henson gespielt und gesprochen, wurde von Walter Reichelt synchronisiert. Statlers Stimme steuerte Manfred Lichtenfeld bei. Im Original gestaltete Richard Hunt die Figur.
Von 2005 bis 2006 zeigte Movies.com insgesamt 35 Folgen Statler and Waldorf: From the Balcony, in denen aktuelle Filme und Charaktere der Muppet Show vorgestellt wurden. Die Figuren wurden auch schon in Werbespots verwendet und dienten als Vorbild für die Komödianten Diether Krebs und Carry Goossens in ihrer gemeinsamen Comedy-Serie Der Dicke und der Belgier, in der sie zwei betrunkene Obdachlose mimten, die zum Episoden-Schluss sarkastische Kommentare zu ihrer eigenen Show abgaben.

### Camilla
Unter Gonzos Hühnern ist Camilla, die unter Heuschnupfen leidet, sein absolutes Lieblingshuhn. Gonzo ist in sie verliebt und verbringt viel Zeit mit ihr an ihrem Pavillon „Camilla’s Place“. In dem 2005 veröffentlichten Fernsehfilm Der Zauberer von Oz erwähnt Gonzo, dass er und Camilla verlobt seien.

### Link Ringelschwanz
Link ist ein blondes Schwein mit einem stark ausgeprägtem Kinn. Er tritt ab der 2. Staffel als Captain des Raumschiffs Schweinetrek in der wiederkehrenden Sketchserie „Schweine im Weltall“ auf. Daneben ist er später auch in der Sketchserie „Polizeibär“ zu sehen. Link ist außerdem auch bei anderen Auftritten als Sänger dabei. Seine Beziehung zu Miss Piggy ist ambivalent. Scheint es manchmal so, als hätte Link eine Schwäche für die Schweinedame, treten die beiden in anderen Situationen in Konkurrenz, um im Mittelpunkt zu stehen. Link wurde von Harald Baerow synchronisiert.

### Der Nachrichtensprecher
Der namenlose Nachrichtensprecher (im Original The Muppet Newsman) mit gelbem Gesicht, der erst ab Mitte der 1. Staffel eine Brille trug, verlas stets hektisch die Muppetnachrichten. Die deutsche Stimme stammt von Franz Rudnick. Die von ihm verlesenen Nachrichten nahmen nicht selten noch während der Nachrichtensendung Gestalt an. So tauchte ein Gefängnisausbrecher, vor dem noch eben gewarnt wurde, plötzlich im Studio auf, und der dänische Koch, der laut Nachrichten heute Froschschenkel- bzw. Hühnersuppe zubereitet, jagte eines von Gonzos Hühnern oder Robin durchs Bild.

### Beauregard
Beauregard ist der Hausmeister des Muppet-Theaters, stets etwas geistesabwesend und schwer von Begriff, aber herzensgut und hilfsbereit. Zerstreut wie er ist, greift er manchmal unbedacht in die Handlung ein oder löst durch liegen gelassene Utensilien chaotische Kettenreaktionen aus. Aber auch dadurch lässt er sich nicht aus der Ruhe bringen. Beauregard tritt erstmals in Staffel 3 in Erscheinung. In der ersten Staffel war noch der griesgrämige George Hausmeister im Muppet Theater. Puppenspieler war Dave Goelz, deutscher Sprecher Donald Arthur.
Der Name Beauregard erinnert an Gustave Beauregard, einen General im US-Bürgerkrieg.

### Dr. Julius Speckschwarte
Der „geheimnisvolle Dr. Speckschwarte“ (im Original Dr. Julius Strangepork) ist ein weiteres Schwein, welches als Wissenschaftsoffizier in den Sketchen der Reihe „Schweine im Weltall“ auftritt. Er ist eine Anspielung auf Dr. Seltsam (engl. Dr. Strangelove) aus einem Film von Stanley Kubrick. Dr. Speckschwarte wurde von Mogens von Gadow synchronisiert.

### Robin der Frosch
Robin ist Kermits Neffe und praktisch dessen Miniaturausgabe ohne Kragen. Er taucht nur gelegentlich bei der Muppet Show auf. Sein bester Freund ist Sweetums. Er wurde – wie auch der dänische Koch – von Eberhard Storeck gesprochen. Im Original sang, sprach und spielte ihn Jerry Nelson.

### Sweetums
Sweetums ist ein großes, gefährlich aussehendes Monster, das jedoch sehr lieb und teilweise etwas tollpatschig ist. Er tritt seit der zweiten Staffel im Vorspann auf und ist auch in zahlreichen Folgen dabei. Puppenspieler war Richard Hunt, deutscher Sprecher Herbert Weicker.

### Lew Zealand
Lew tritt sporadisch ab Staffel 3 in Erscheinung und versucht, Kermit davon zu überzeugen, ihn und seine grandiose Bumerang-Fisch-Nummer zur Show zuzulassen. Kermit lässt sich aber in der Regel nicht breitschlagen, denn die Fischnummer hat einen entscheidenden Haken: Die weggeworfenen Fische kommen überhaupt nicht zurück. Lew besteht jedoch regelmäßig auf der Tatsache, dass die Fische in den Proben durchaus zurückkämen. Gespielt und gesprochen wurde er von Jerry Nelson. Deutscher Synchronsprecher war Michael Habeck.

### Pops
Pops ist der Portier am Bühneneingang des Muppettheaters. Er tritt vor allem in der 5. Staffel auf und begrüßt die Stars, wenn sie im Muppettheater ankommen. Das geschieht grundsätzlich, unabhängig vom Bekanntheitsgrad des Gaststars, mit einem verwunderten „Wer sind denn Sie?“. Puppenspieler war Jerry Nelson, in der deutschen Fassung sprach Peter Capell.

### Crazy Harry
Ein wildes Männchen mit wirren Haaren, irrem Blick und lautem, wildem, wahnsinnigem Lachen. Er ist der pyrotechnische Experte der Show mit einer Vorliebe für Bomben und den großen Knall. Meistens sieht man ihn mit einer Zündmaschine in der Hand. Wenn jemand während der Vorstellung unbedachterweise das Wort „Bombe“ in den Mund nimmt, kann es sein, dass Harry bei diesem Stichwort sofort auf der Bildfläche erscheint und eine Explosion auslöst. Außerdem spielt er im Muppet-Orchester den Triangel. In Staffel eins und zwei hieß die Figur noch Crazy Donald. Deutscher Sprecher ist Eberhard Storeck.

### Onkel Tödlich
Onkel Tödlich (oft auch einfach nur Tödlich) ist ein blaues, drachenähnliches Monster in zerrissener, altmodischer Kleidung. Er taucht als das Phantom der Muppet Show erstmals offiziell in der Folge mit Gaststar Twiggy der ersten Staffel auf. Hier wird er von Eberhard Storeck gesprochen; in späteren Folgen wird er von Donald Arthur synchronisiert.
Im Original sprach und spielte Jerry Nelson. Unter anderem tritt er ab der dritten Staffel in einem wiederkehrenden Sketch mit Miss Piggy und Wayne als Bösewicht auf. Er spricht mit russischem Akzent. Im Film Die Muppets ist Onkel Tödlich (zusammen mit Bobo dem Bären) Assistent von Tex Richman, dem Gegenspieler der Muppets. Am Ende stellt er sich allerdings gegen Richman.

### Lips
Lips (deutsch: „Lippen“) kommt erst ab der fünften Staffel vor und spielt Trompete in der Band The Electric Mayhem.

### Marvin Suggs
Der leicht durchgeknallte Musiker überrascht immer wieder mit neuen Ideen darüber, wie sich Gegenständen, vor allem aber Lebewesen, „Musik“ entlocken lässt. Meistens geschieht das bei Suggs dadurch, dass er seine „Instrumente“ malträtiert, indem er ihnen auf den Kopf schlägt, und sich dann aus den unterschiedlichen Schmerzensäußerungen seiner Opfer Tongebilde formen. Zumeist tritt Suggs mit seinen sechs lebenden Muppaphonen – einer Art Marimbaphon – auf, scheut aber auch vor Einlagen mit einem „Gemüse- und Früchte-Gesangsverein“ nicht zurück. Gespielt wurde Suggs von Frank Oz.

## Weitere Muppets

### Mahna Mahna und die Snowths
Mahna Mahna ist ein kleines Männchen mit lilafarbener Haut, einer orange-roten Mähne, pinker Nase und grünem Fell unterhalb des Kopfes, ausgenommen von Armen und Beinen. Mahna Mahna singt gerne seinen Namen. Die Snowths, zwei pinke gehörnte Kreaturen, singen „Do doo, do do doo.“ und wollen Mahna Mahna mit ihrem Gesang übertrumpfen. Der Mix des Gesanges der drei ergab den Hit Mah Nà Mah Nà.

### Mildred Huxtetter
Der lilafarbene, vogelähnliche Muppet ist „Doktor der Philosophie und der schönen Künste“. Wie George, der Hausmeister, ist sie hauptsächlich in der ersten Staffel zu sehen, oft mit ihm zusammen. Später tritt sie nur noch sporadisch auf. Einer der größeren Auftritte ist als Reporterin in der Show mit Rich Little in der 2. Staffel. Mildred ist inzwischen ausschließlich als Hintergrundfigur anzutreffen.

### George, der Hausmeister
George ist der griesgrämige Hausmeister der Muppet Show in der ersten Staffel. Laut eigener Aussage ist George schon sehr lange dort. Er hat eine Vorliebe für Wischmops und ist oft mit Mildred im Muppet Ballsaal zu sehen. Nach der ersten Staffel ist die Figur nur noch sporadisch zu sehen. Der Hausmeisterposten wird ab Staffel 3 von Beauregard übernommen. Inzwischen ist er kein Bestandteil der Muppets mehr. Sein letzter Auftritt war als Hintergrundfigur in Muppets Tonight.

### Hilda
Hilda ist die Garderobiere hinter den Kulissen der Muppet Show und dort nur in der ersten Staffel zu sehen. Laut eigener Aussage ist Hilda erst 33 Jahre alt, wirkt aber deutlich älter. Sie stammt angeblich aus Transsilvanien. Ihren allerletzten Auftritt hatte Hilda 1984 als Hintergrundfigur im Film „Die Muppets erobern Manhattan“. Tilli Breidenbach lieh Hilda ihre Stimme.

### Wayne und Wanda
Wayne und Wanda sind ein Gesangsduo, das in der ersten Staffel der Muppet Show regelmäßige Auftritte hat. Als Inbegriff konservativer Unterhaltung im Stil der 1950er Jahre werden ihre altmodischen Auftritte von Sam dem Adler wärmstens empfohlen. Bei ihren Auftritten läuft am Ende meist alles aus dem Ruder, und einer der beiden oder beide werden verletzt. Nach der ersten Staffel tauchen Wayne und Wanda nicht mehr auf. Man erfährt in der vierten Staffel, dass sie gefeuert wurden. Wayne wirkt allerdings noch in verschiedenen Sketchen mit. Im Film Die Muppets sind die beiden wieder dabei, als die Muppets sich zusammentun, um erneut auf Tour zu gehen. Wayne wurde von Harald Baerow synchronisiert. Wanda erhielt ihre Stimme von Monika Grewing.

### Annie Sue
Ein junges, blondgelocktes Schwein. Annie Sue ist bereits in der zweiten Staffel im Hintergrund zu sehen. Erst ab der dritten Staffel erhält sie jedoch eine feste Rolle. Wie ihr großes Vorbild Miss Piggy möchte die etwas naive Schweinedame in der Muppet Show als Sängerin Karriere machen. Offiziell wird Annie Sue von Kermit in der Leo-Sayer-Folge eingeführt. Miss Piggy sieht in ihr jedoch eine ungeliebte Konkurrentin. Charakteristisch dafür ist, dass Miss Piggy sich Annie Sues Namen nicht merken kann oder will und sie stets mit Annabell betitelt. Synchronsprecherin war Uschi Wolff.

### Baskerville the Hound
Baskerville ist ein kleiner Hund. Er tauchte erstmals 1962 als Rowlfs Kamerad in der Werbung für Purina Dog Chow auf und war einer der ersten Muppets. Auch später tauchte er meistens an der Seite von Rowlf auf. Er hat wuscheliges braunes Fell, eine spitze Schnauze und trägt eine Brille mit runden Gläsern. Nach Muppets Tonight hatte Baskerville keine weiteren Auftritte mehr.

### Afghan Hound
Afghan Hound ist eine blonde Hündin mit einer langen Schnauze. Erstmals aufgetaucht ist sie in Staffel 2 der Muppet Show und taucht seitdem regelmäßig als Hintergrundfigur auf.

### Nigel
Nigel tauchte erstmals in einem der beiden Pilotfilme der Muppet Show, „The Muppet Show: Sex and Violence“, auf. Dort ist er der Gastgeber der Show. In der Serie ist er dann vor allem als Dirigent des Muppet Orchesters im Intro zu sehen, hat aber auch anderweitig ein paar Auftritte in der Show.

### Thog
Thog ist der größte Muppet, wirkt aber durch sein schüchternes und freundlich aussehendes Gesicht nicht gefährlich, was er auch nicht ist. Er ist sehr zurückhaltend, nett und höflich. Thog hat blaues Fell. Ab der zweiten Staffel ist er im Vorspann der Sendung zu sehen und hat auch hin und wieder Auftritte in der Sendung.

### Beautiful Day Monster
Das Beautiful Day Monster (zu deutsch: Wundervoller-Tag-Monster) ist ein blaues Monster, das sowohl Auftritte in der Muppet Show als auch in der Sesamstraße hatte. Inzwischen gehört es zu den Muppets und nicht zur Sesamstraße. Beautiful Day Monster ist sehr oft im Hintergrund zu sehen, meistens als Teil einer Gruppe vieler Monster.

### Droop
Droop ist ein grünes struppiges Monster mit einer langen rüsselartigen Nase. Er ist meistens traurig und depressiv dargestellt. In manchen Ausnahmen ist er albern.

### Luncheon Counter Monster
Das lilafarbene Luncheon Counter Monster ist ein Monster, das einen Hunger auf so ziemlich alles hat. Es hat ein großes Maul mit zwei Zähnen und Hörner auf dem Kopf. Der deutsche Name des Monsters ist nicht bekannt.

### Behemoth
Behemoth ist ein oranges Monster mit einer Monobraue, welches in der ersten Staffel der Muppet Show seinen ersten Auftritt hatte und seitdem dabei ist. Es hat ein sehr großes Maul.

### Big Mean Carl
Big Mean Carl (was auf Deutsch so viel wie „großer gemeiner Karl“ bedeutet) ist ein Monster mit grünem Fell, das vor allem in Muppets Tonight eine wichtigere Rolle hatte, aber immer noch als Hintergrundfigur auftritt. Er frisst, auf was er gerade Appetit hat, was so ziemlich alles sein kann. Dabei spielt es keine Rolle, ob sein Fressen lebendig ist oder nicht. Carl hat zum Beispiel bereits Hasen verschlungen. Seine Augen sind gelb, seine Nase ist rosa und im Vergleich zum Rest seines Körpers sehr groß, ebenso wie sein Maul, in welchem sich unten ein einzelner Zahn befindet. Carl hat außerdem Hörner auf dem Kopf.

### Foo-Foo
Foo-Foo ist der Hund von Miss Piggy. Sein Fell ist weiß. Im Gegensatz zu anderen Hunden bei den Muppets kann er sich nur durch Bellen und Knurren verständigen und nicht sprechen. Foo-Foo taucht erstmals in der vierten Staffel auf.

## Linkshändigkeit
Da die Figuren normalerweise von der rechten Hand des Puppenspielers geführt werden, betätigt die linke Hand des Spielers in der Regel die linke Hand der Figur, was die meisten Muppets somit zu Linkshändern macht. Speziell bei den Musikern ist dies gut zu erkennen. Eine Ausnahme ist Annie Sue, die von einer Linkshänderin gespielt wurde und somit Rechtshänderin war.
Bedeutsam ist die Händigkeit auch bei Puppen, die vom Puppenspieler mit dem Kopf zum Publikum, liegend oder zu zweit gespielt werden, und bei denen es zu einer Vertauschung der Seiten von Spieler und Puppe kommt.

## Serien innerhalb der Muppet Show
Innerhalb der Show gab es immer wiederkehrende Mini-Serien.

### Schweine im Weltall
Schweine im Weltall ist eine Parodie auf die Science-Fiction-Serie Raumschiff Enterprise (im Original Star Trek – das Schweineraumschiff nennt sich folgerichtig USS Swinetrek). Die Besatzung besteht aus drei Schweinen – Captain Link Ringelschwanz, Miss Piggy und dem Wissenschaftsoffizier Dr. Julius Speckschwarte. Link parodiert dabei Captain Kirk und vor allem dessen Darsteller William Shatner, dem er äußerlich nachempfunden ist. Wie in der Fernsehserie wird die Handlung in erster Linie von drei Protagonisten getragen. Die Musik des Intros orientiert sich an der Musik von Raumschiff Enterprise. In mehreren Folgen trat Gonzo als Darth-Vader-Verschnitt (Darth Mader) auf, unter anderem in jener, in der Luke Skywalker, C-3PO, R2-D2 und Chewbacca zu Gast waren.

### In der Tierklinik
Hier erlebten wir Rowlf in der Rolle des „Dr. Bob“, assistiert von Schwester Piggy und Schwester Janice. Das Trio nutzte die wehrlosen Patienten auf dem OP-Tisch als Gegenstand für zahlreiche Kalauer. Persifliert wurden damit Serien wie General Hospital und Trapper John, M.D., vergleichbar mit dem deutschen Pendant, Die Schwarzwaldklinik.

### Muppets-Blitz-Nachrichten
Die Nachrichtensendung der Muppet Show. Die Katastrophen, über die der Nachrichtensprecher berichtete, waren meistens näher, als ihm lieb sein konnte: Passierten sie nicht im Hintergrund, war er selbst der Leidtragende. Es kam auch vor, dass er beim Verlesen der Lottozahlen selbst im Lotto gewann und live on air seinen Job kündigte. Genauso konnte es aber passieren, dass er über eine im Sketch zuvor erfolgte Explosion in den Muppet-Labors berichtete und ihm dabei das explodierte und in die Luft geschleuderte Objekt ins Studio fiel.

### Das Muppet-Labor
„Willkommen im Muppet-Labor, wo die Zukunft schon heute gemacht wird.“
Dr. Honigtau Bunsenbrenner präsentiert zusammen mit seinem Assistenten Beaker seine neuesten Erfindungen. Darunter sind die obskursten Dinge wie eine Maschine, die pures Gold in Hüttenkäse verwandelt, oder ein Gepäckverkleinerer, der auch den Assistenten Beaker ins kleine Format zusammenstaucht, als er aus Versehen in die Maschine hineingerät.

### Die Muppet-Küche
In der Muppet-Küche kocht der dänische Koch (im Original ein schwedischer Koch) zahlreiche skurrile Gerichte, bei denen er die Küche stets in ein Chaos verwandelt und zahlreiche Lebensmittel durch die Küche fliegen. Er beginnt jede Ausgabe mit dem Smørrebrød-Lied.

### Der Muppet-Ballsaal
In einem festlichen Ballsaal tauschen tanzende Puppen-Paare kurze Einzeiler aus. Oftmals handelt es sich um eine Auswahl von Witzen zu einem bestimmten Thema, etwa der berühmten Fliege in der Suppe. Während der ersten Staffel tanzten zumeist eine Reihe wiederkehrender Puppen miteinander. In den folgenden Staffeln waren die Paare meist willkürlicher zusammengesetzt. Hier orientierten sich die Gespräche teilweise auch an nur einem bestimmten Thema pro Sketch.

### Der Patrouillen-Bär
Ein seltener Sketch, in welchem Offizier Fozzie Bär im Polizeirevier aufkreuzt und dabei einen (vermeintlichen) Straftäter festhält. Im Dialog mit Offizier Link wird Fozzie dabei vom Gefangenen überwältigt oder eingesperrt. Fozzie tritt teilweise auch in anderen Sketchen als Patrouillen-Bär auf. Der Sketch ist nur in späteren Staffeln zu sehen.

### Die Häuser
Vier sprechende Häuser reißen Witze oder erzählen Wortspiele, die mit Häusern oder Hausteilen zu tun haben. Diese Sketche waren nur in der ersten Staffel zu sehen.

## Das Muppets-Lied
Die Melodie des Muppet Show Theme Song ist mit dem Lied Musik, Musik, Musik (Ich brauche keine Millionen) von Peter Kreuder aus dem Film Hallo Janine (UFA, 1939), gesungen von Marika Rökk, nahezu identisch. Ingrid Kreuder, die Witwe von Peter Kreuder, geht deshalb auch davon aus, dass die Melodie gestohlen ist.

## Veröffentlichungen der Original-Serie
- 2010: Die Muppet Show – Staffel 1 – DVD-Box (deutsch/englisch)
- 2011: Die Muppet Show – Staffel 2 – DVD-Box (deutsch/englisch)
- 2011: Die Muppet Show – Staffel 3 – DVD-Box (deutsch/englisch)

Die vierte und fünfte Staffel wurden bisher in Deutschland nicht auf DVD veröffentlicht.

## Muppet-Kinofilme
- 1979: Muppet Movie (The Muppet Movie)
- 1981: Der große Muppet Krimi /alternativ: Die große Muppet-Sause (The Great Muppet Caper)
- 1984: Die Muppets erobern Manhattan (The Muppets Take Manhattan)
- 1992: Die Muppets Weihnachtsgeschichte (The Muppet Christmas Carol)
- 1996: Muppets – Die Schatzinsel (Muppet Treasure Island)
- 1999: Muppets aus dem All (Muppets from Space)
- 2011: Die Muppets (The Muppets)
- 2014: Muppets Most Wanted

## Muppet TV-Specials, Fernsehfilme und VHS/DVD-Produktionen (Auswahl)
- 1974: The Muppet Valentine Special (The Muppets Valentine Show) – erste Pilotepisode zur Muppet Show
- 1975: The Muppet Show: Sex and Violence – zweite Pilotepisode zur Muppet Show
- 1987: Die Muppets feiern Weihnacht (A Muppet Family Christmas) – Fernsehfilm
- 1990: Die Muppets in Disney World (The Muppets at Walt Disney World) – Fernsehfilm
- 1995: Die Muppets unterm Weihnachtsbaum (Mr. Willowby’s Christmas Tree) – Fernsehfilm
- 2002: Kermit, der Frosch (Kermit’s Swamp Years: The Real Story Behind Kermit the Frog’s Early Years) – Direct-to-Video/DVD-Film
- 2002: Das größte Muppet Weihnachtsspektakel aller Zeiten (It’s a Very Merry Muppet Christmas Movie) – Fernsehfilm
- 2005: Muppets: Der Zauberer von Oz (The Muppets’ Wizard of Oz) – Fernsehfilm
- 2008: Studio DC - Beinah Live! (Studio DC: Almost Live) – zweiteiliges Fernseh-Special
- 2008: Die Muppets – Briefe an den Weihnachtsmann (A Muppets Christmas: Letters to Santa) – Fernsehfilm
- 2021: Muppets Haunted Mansion – Disney+ Original

## Nachfolgeserien
Von 1984 bis 1991 lief die Zeichentrickserie Muppet Babies in 107 Episoden, und 2006 wurde für den französischen Privatsender TF1 die Sendung Muppets TV mit 10 Folgen produziert.
1996 bis 1997 wurden 22 Episoden in 2 Staffeln der weniger erfolgreichen Nachfolgeserie Muppets Tonight! ausgestrahlt, die ein ähnliches Konzept wie die ursprüngliche Muppet Show verfolgte. Man verlegte die Show aus einem Theater in ein Fernsehstudio. Kermit verlagerte sein Engagement in dieser Parodie auf die in den USA erfolgreichen Late-Night-Shows hinter die Kulissen; Moderator wurde der einem Pferd ähnelnde, Dreadlocks tragende Clifford. Daneben gab es einige weitere neue Figuren. Entwickelt wurde die Serie von Jim Hensons Sohn Brian und Frank Oz.
2015 produzierte der US-Sender ABC unter dem Titel The Muppets eine Nachfolgeserie mit 16 Episoden, deren Plot ebenfalls in einem TV-Studio spielte und mit Einspielern im Mockumentarystil arbeitete. Die Folgen wurden ab September 2015 ausgestrahlt. Im Mai 2016 entschied sich ABC, die Reihe nicht fortzusetzen. In Deutschland wurden diese Folgen vom Sender Pro7 ab dem 3. Dezember 2016 in Doppelfolgen gezeigt.
2020 veröffentlichte Disney+ die 6-teilige Serie Muppets Now (deutscher Titel: Und jetzt: Die Muppets!), die im Stil einer Videokonferenz mehrere Formate (darunter eine Koch-Show, eine Lifestyle-Show und eine Spiel-Show) integriert.
2023 veröffentlichte Disney+ die 10-teilige Serie The Muppets Mayhem, die sich nur um die Muppets-Band Electric Mayhem dreht und die fiktive Geschichte ihrer ersten Plattenaufnahme erzählt.

## Weitere Veröffentlichungen
Am 28. September 2005 hat der United States Postal Service zum 50. Geburtstag von Kermit einen Briefmarkensatz mit Jim Henson und den Muppets herausgegeben.
Auf Englisch wurden mehrere Best-of-DVDs und komplette Sets der ersten drei Seasons veröffentlicht, wobei aus rechtlichen Gründen einige Gesangsnummern der menschlichen Gäste fehlen.
Walt Disney Studios Home Entertainment veröffentlichte die erste Staffel im Dezember 2010 und die zweite und dritte Staffel Anfang 2011 auf dem deutschen Markt, was zuvor aus rechtlichen Gründen nicht möglich war. Die vierte und fünfte Staffel fehlen weiterhin. Neben der deutschen Originalsynchronisation von 1977 sind auch zahlreiche Extras und außerdem die Folge mit Mary Roos enthalten, die nur in Deutschland ausgestrahlt wurde (die Originalfolge mit Twiggy ist auf Englisch mit deutschen Untertiteln vorhanden). Im Gegensatz zu den US-Folgen wurden bei der deutschsprachigen Veröffentlichung der ersten Staffel die Folgen in ihrer Originallänge wiederhergestellt; die Bildinhalte bei den Vor- und Abspännen sind in deutscher Sprache. Nicht übernommen wurde jedoch der englische Abspann zur Folge mit Kaye Ballard, wo wegen eines Streiks der Band allein Rowlf am Piano spielt. Am 1. März 2014 sendete der deutsche Disney Channel die Folge, in der beide Sängerinnen Roos und Twiggy in unterschiedlichen Szenen zu sehen waren.
Am 19. November 2009 erschienen auf der Videoplattform YouTube 14 neue Muppet-Clips von den Muppets-Studios. Die Clips erreichten bis Ende November 2009 insgesamt über 15 Millionen Hits. Dazu gehören unter anderem Muppetinterpretationen des Queen-Hits Bohemian Rhapsody und Beethovens Ode an die Freude.

## Rezeption
Anders als beispielsweise die Sesamstraße wandte sich die Muppet-Show immer an ein Publikum, das sowohl aus Kindern wie auch Erwachsenen bestand. Dabei setzten die Macher zum einen auf oft slapstickhaftige Gewalt zwischen Puppen, wie sie zahlreichen Kindersendungen eigen ist und verwendeten vor allem Nebenfiguren und Monsterpuppen. In der Interaktion zwischen den Gaststars und den Hauptfiguren sowie den Handlungsbögen zwischen den Hauptfiguren finden sich hingegen Elemente, die eher ein erwachsenes Publikum ansprechen.

### Auszeichnungen
- 1977 – Goldene Rose von Montreux
- 2012 – Stern auf dem Hollywood Walk of Fame

### Wissenschaftliche Rezeption
Besonders seit dem Tod von Jim Henson hat sich die Wissenschaft immer wieder mit den Muppets beschäftigt. Dabei fokussierte diese vor allem auf die Filme, andere Spin-offs und auf die Sesamstraße, weniger auf die Muppet-Show an sich. Die Disziplinen, die sich besonders intensiv mit den Muppets auseinandersetzten, waren zum einen die Medienwissenschaften, die sich insbesondere bei ihrer Untersuchung von Medien für Kinder mit dem Thema auseinandersetzten, zum anderen die Gender Studies. Während sich die Medienwissenschaften oft mit dem Verhältnis von Profit und Erziehung und der Auswirkung der Muppets auf die kindliche Entwicklung befassten, haben sich die Gender Studies fast ausschließlich auf die Rolle von Miss Piggy fokussiert.

### National Museum of American History
Die Originalpuppen befinden sich im National Museum of American History. Seit 2006 gibt es dort die Ausstellung Muppets and Mechanisms, wo auch Jim Hensons Puppen ausgestellt sind. Am 25. August 2010 gab die Familie Henson einige Puppen aus der Serie Sam and Friends an das Museum, dazu gehörte auch Kermit der Frosch. An Jim Hensons 77. Geburtstag am 24. September 2013 kam eine weitere Gruppe dazu, darunter Ernie und Bert, die Fraggles, Fozzie und Miss Piggy.